# Rhodophiala andicola
Rhodophiala andicola är en amaryllisväxtart som först beskrevs av Eduard Friedrich Poeppig, och fick sitt nu gällande namn av Hamilton Paul Traub. Rhodophiala andicola ingår i släktet Rhodophiala och familjen amaryllisväxter. Inga underarter finns listade i Catalogue of Life.